# Allutius
Allutius, ou Allucius, était un prince des Celtibères lors de la deuxième guerre punique.
Il était d'abord attaché au parti des Carthaginois, mais, touché de la générosité de Scipion, qui, après la prise de  Carthagène  sur les Carthaginois, lui rendit sans rançon une jeune captive d'une rare beauté (la propre fille du roi celtibère Indibilis) à laquelle il était fiancé, il prit le parti des Romains (‐209) et entraîna dans cette alliance les peuples qui dépendaient de lui.

## Thème deLa Continence de Scipion

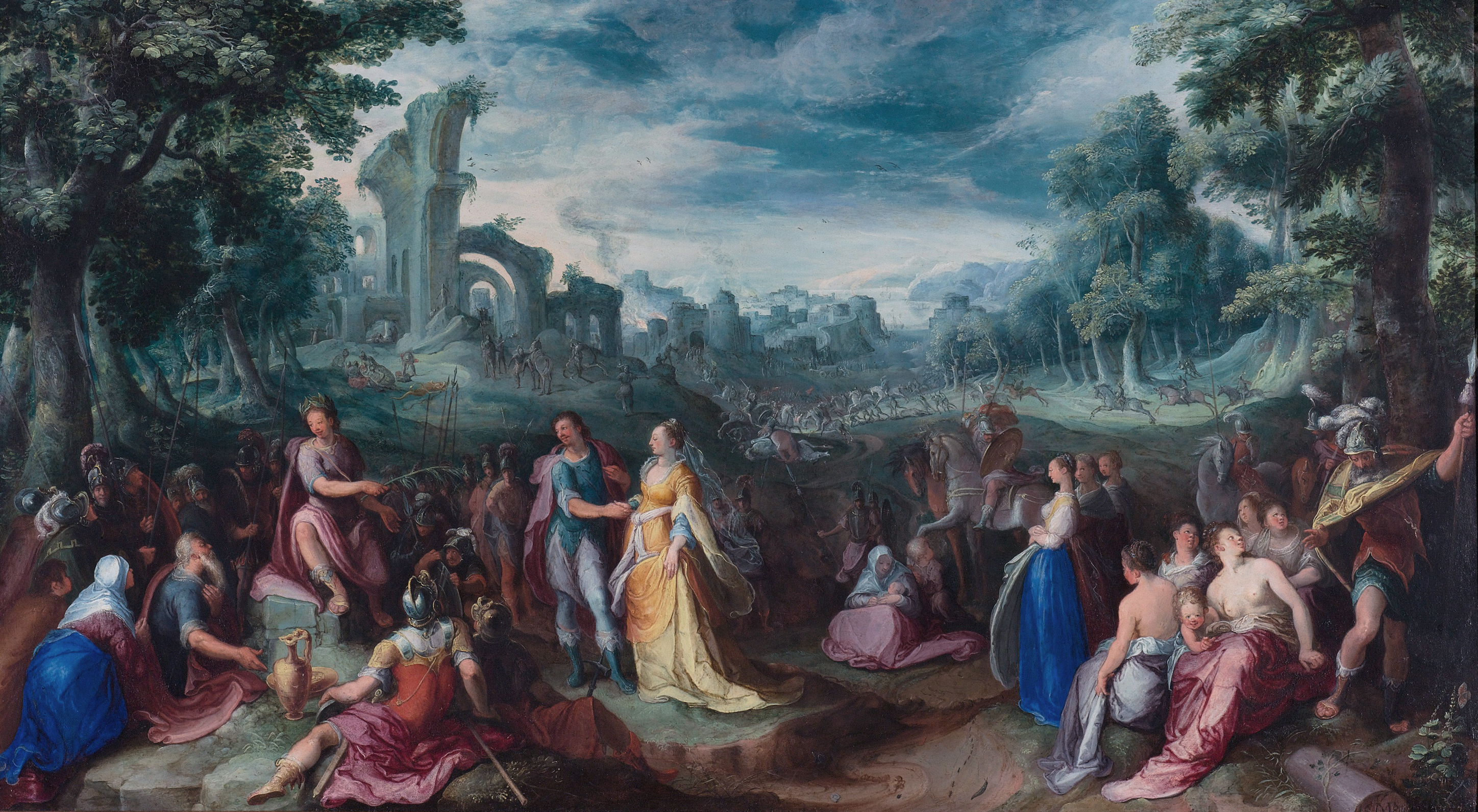
Carel van Mander, La Continence de Scipion, 1600.

Cette anecdote est rapportée par Tite-Live dans son Histoire romaine (livre XXVI, 49). Elle a servi à illustrer de nombreuses fois dans la peinture européenne l'idée de la Justice ou de la clémence. Les principaux tableaux reprenant ce thème sont :
- La Continence de Scipion par Nicolò dell'Abbate (1555), conservée au Louvre
- La Continence de Scipion par Joseph-Marie Vien, conservée à Aix, au musée Granet (une autre version, de 1767-1768, est conservée au château royal de Varsovie)
- La Continence de Scipion par François Lemoyne (1726), conservée au musée des beaux-arts de Nancy
- La Continence de Scipion par Pompeo Batoni (1771 ou 1772), conservée à Saint-Pétersbourg, au musée de l'Ermitage
- Scipion recevant Allucius, dessin de Victor Honoré Janssens, conservé au Louvre
- La Continence de Scipion par Paul Chenavard (1848), conservée au musée des beaux-arts de Lyon
- La Continence de Scipion par Jean-Germain Drouais (1784), conservée au musée des beaux-arts de Rennes
- La Continence de Scipion par Gerbrand van den Eeckhout (1669), conservée au musée des beaux-arts de Lille
- La Continence de Scipion par Pietro Francesco Guala (1750), conservée à Beauvais, au musée départemental de l'Oise
- La Continence de Scipion, dessin de Lambert Lombard (1547), conservé au musée des beaux-arts de Rennes
- La Continence de Scipion par Nicolaes Cornelisz Moeyaert (XVIIe siècle), conservée au musée des beaux-arts de Caen
- La Continence de Scipion par Giambattista Pittoni (1733), conservée au Louvre
- La Continence de Scipion, dessin de Nicolas Poussin (1645), conservé au Louvre
- La Continence de Scipion par Pieter Josef Verhaghen (1781), conservée au musée des beaux-arts de Valenciennes
- La Continence de Scipion par Sebastiano Ricci (1706), conservée à l'Art Institute of Chicago
- La Clémence de Scipion par Michele Rocca (Parmigianino le Jeune) (1720), conservée au Louvre
- La Clémence de Scipion, tapisserie des Gobelins de Jules Romain (1688), conservée au Louvre

## Sources partielles
- Marie-Nicolas Bouillet  et Alexis Chassang (dir.), « Allutius » dans Dictionnaire universel d’histoire et de géographie, 1878 (lire sur Wikisource)
- Tite-Live, Histoire romaine (livre XXVI, 49).